# 贴息存款
贴息存款，是指除去原有的银行利息，根据存款金额另外付给储户部分利息的存款方式。另外给付的利息一般是在存款后立即得到的。

## 合规性

### 中国大陆
贴息存款的合规性存在争议，遭到银监会禁止。部分银行会通过中介来进行贴息存款的相关操作，以逃避监管。
中国大陆的贴息存款分为“阳光贴息”和“非阳光贴息”。阳光贴息指在银行正常利息之外，中介当场再给储户3%左右的利息，但存款依然是在银行里。非阳光贴息指在银行正常利息外，中介给储户更多的利息，但不能提前支取，目的是让储户默许存款期内被移作他用。